# 1490-talet

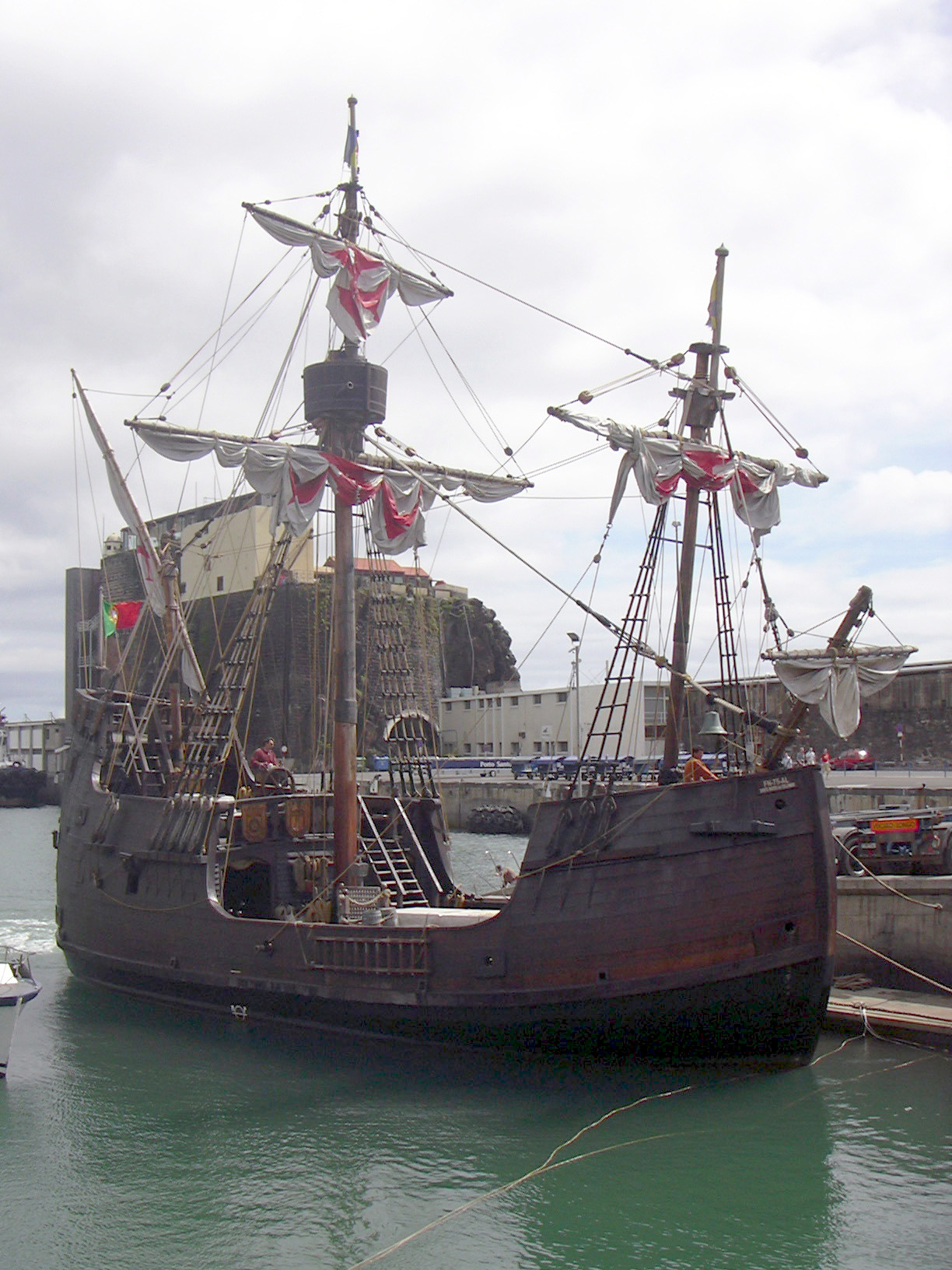
Christofer Columbus seglade till Amerika 1492. Båten hette Santa Maria.

## Händelser
- 1492 - Christofer Columbus seglar till Amerika.
- 1492 - Spanjorerna erövrar Granada, varefter judar och morer fördrivs.
- 1495 - Aff dyäffwlsens frästilse, den första tryckta boken i Sverige, utges.

## Födda
- 28 juni 1491 – Henrik VIII av England, kung av England och kung av Irland.
- 1492 eller 1493 – Sten Sture den yngre, svensk riksföretåndare.
- 6 januari 1493 – Olaus Petri, svensk reformator, humanist och historiker.
- 12 maj 1496 – Gustav Vasa, kung av Sverige.
- 31 mars 1499 – Pius IV, påve.

## Avlidna
- 1494 - Pico della Mirandola, italiensk humanist.
- 1498 - Tomás de Torquemada, spansk storinkvisitor.
- 1498 - Girolamo Savonarola, italiensk botpredikant, ledare för republiken Florens.